# Иван Планиншчак
Иван Планиншчак је био хрватски омладински револуционар, атентатор на аустријског краљевског комесара Славка Цуваја.
Планиншчак је 31. 10. 1912. године покушао да изврши атентат на хрватског бана Славка Цуваја, на којег је 8. јуна исте године већ покушан атентат (од стране Луке Јукића). Ни овај атентат није успио, а бан се након тога потпуно повукао из политике.